# Landarbaso
Landarbaso est un exclave de la commune de Saint-Sébastien située entre les communes d'Astigarraga, Errenteria et d'Hernani.
Ce territoire a été en 2006 dans le centre d'une importante polémique locale, puisqu'il a été choisi par la mairie de Saint-Sébastien pour y construire un  incinérateur de résidus organiques solides, après la décision du  Parti nationaliste basque de le placer à Saint-Sébastien, alors aux mains du PSE-EE et de la commune plus peuplée de Guipuzcoa. Cette décision s'est avéré très polémique, avec les manifestations que cela a entraîné parmi les habitants de Landarbaso et des trois communes voisines. Finalement, la mairie de Saint-Sébastien a décidé de construire l'Incinérateur dans le quartier de  Zubieta.

## Localisation géographique
Le territoire de Landarbaso a une forme quasiment triangulaire avec 2,1 km2. Il se trouve dans les flancs du monte Igoin (457 m). Ses limites septentrionale et orientale sont formées par le cours d'eau Landarbaso, affluent de la rivière Urumea. Landarbaso s'est transformé en enclave en 1987, quand la commune voisine d'Astigarraga a été libérée de Saint-Sébastien, puisqu'elle était jusqu'alors unie territorialement au reste de la commune.
On accède à cet exclave à travers le quartier de Ventas d'Astigarraga situé près de la route qui relie Astigarraga à Errenteria.
Il s'agit par conséquent d'un terrain vallonné, formé pour la plupart par des plantations de  pin insignis, avec quelques prés et chênaies.

## Économie et population
Landarbaso est habité par quelques familles qui vivent dans quelques  fermes dispersés. En 2005 il y avait seulement 20 habitants recensés dans l'enclave. Ici se trouve également une maison d'agro-tourisme.

## Histoire
L'ancien nom Landerbaso, qui n'a pas été transformé en Landarbaso jusqu'au XIXe siècle. L'ecclésiastique et l'archiviste de Errenteria de la fin du XVIIIe siècle, Juan Ignacio de Gamón a écrit dans son "Noticias Históricas d'Errenteria"[Quoi ?], que le nom Landerbaso signifie forêt d'étrangers, par allusion aux  gascons de Saint-Sébastien qui se sont enrichis grâce à son bois par de mauvais arts, l'arrachant à ceux de Errenteria. Il ajoutait, encore qu'en leur temps, ceux de Rentería surnommaient généralement les habitants de Saint-Sébastien Landerrak eta kaskoyak: « étrangers et gascons ». Lander a plusieurs significations en basque: pauvre, misérable, humble mais aussi étranger. Baso signifie forêt.
On ne connaît pas la date depuis laquelle Landarbaso appartient à Saint-Sébastien. Selon un document présenté par la mairie de Saint-Sébastien à la Diputación de Guipuzcoa en 1870 cette propriété remonterait au moins jusqu'à 1461.
En 1878 Saint-Sébastien a proposé de céder Landarbaso à certains des villages voisins, mais les habitants de l'enclave s'y sont opposés. En été 1896 la  famille royale espagnole au complet a visité l'enclave et a effectué dans ce lieu une festivité champêtre.

## Patrimoine
À Landarbaso se trouve une station  mégalithique, appelée Igoin-Akola, qui est formé par sept  dolmens.
Les  grottes d'Aitzbitarte, très populaires parmi les  spéléologues avec des gisements  préhistoriques d'importance, sont connues populairement comme grottes de Landarbaso (Cuevas de Landarbaso). Les grottes ont été découvertes, paradoxalement, hors de l'enclave, un peu plus à l'est et dans la commune de Rentería.